# Влаштаци
Влаштаци су у средњовековној Србији били категорија зависних људи. Јављају се у периоду од 13. до 15. века у приморским местима од Дубровника до Бара.

## Значење
Иако се чини да је етимологија јасна (од влдштц ргоргшз, властит), и да осветљава положај влаштака, ипак се о њима дуго водила дискусија. Мислило се да су „аграрни робови", али у которском Статуту се влаштаци наводе упоредо са зепа и апсШе. Которски документи изједначују влаштаке са посадницима, који су у латинским документима уШаш. О томе да су влаштаци масовна појава сведоче помени села и предела. До сада откривена грађа показује да су влаштаци зависни људи, за које се у модерној литератури најчешће употребљава назив кметови. Претпоставка да би влаштаци били Власи противречи подацима извора.
Назив влаштаци носили су поједини људи као надимак кад би постали грађани и трговци. У XV веку назив влаштак је био увредљив. Види се то из спорова которске властеле и сељака из Грбља који су одбијали од себе назив влаштак (у чему су имали подршку млетачких власти), и који су тврдили да су Которани неправедно присвојили и међу собом поделили њихове земље, поља и винограде, који су им припадали преко хиљаду година. Када је краљ Милутин 1307. даровао Котору жупу Грбаљ на њој су били насељени људи различитог статуса, сигурно је било и слободних баштиника, чији су се потомци опирали которском настојању да буду сведени на положај посадника са једнаким теретима и обавезама. У том отпору је била социјална основа крвавих грбаљских буна у 15. веку и каснијих спорова пред млетачким властима.